# EFF DES cracker

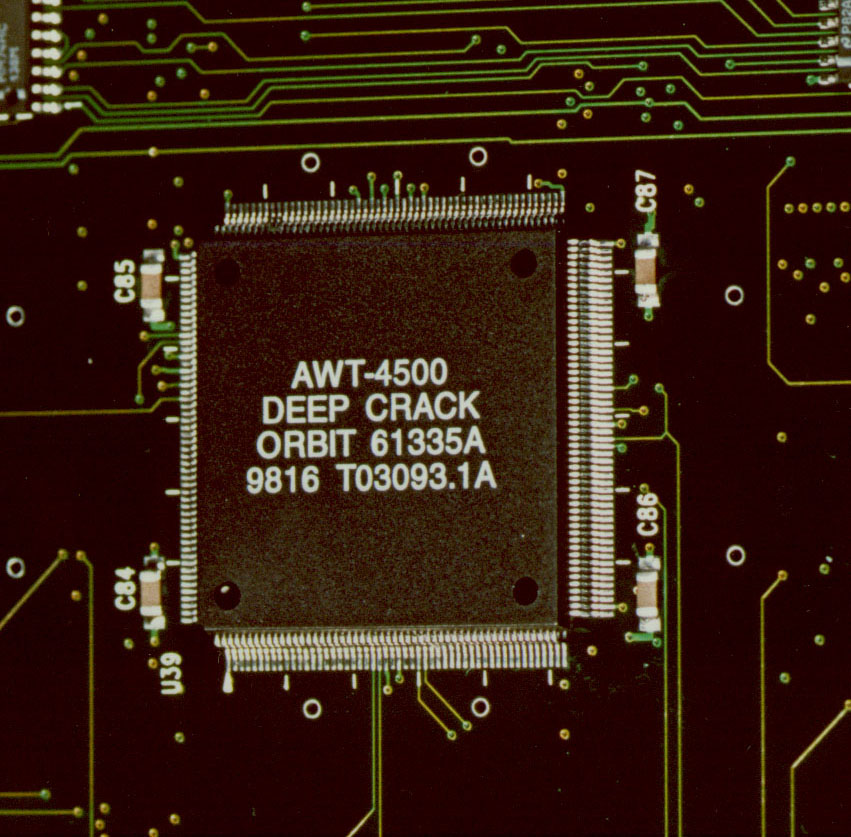
Um chip de um DES cracker personalizado

Em criptografia, o EFF DES cracker (apelidado de "Deep Crack") é uma máquina construída pela EFF para executar uma busca por ataque por força bruta do espaço de chave de cifragem do DES, para descriptografar e criptografar mensagens tentando todas as chaves possíveis. O motivo para fazer isso era provar que o a chave do DES não é longa o suficiente para ser considerada segura.
O DES usa uma chave de 56 bits, o que significa que existem 256 chaves possíveis sob as quais uma mensagem pode ser criptografada. São exatamente 72.057.594.037.927.936, ou aproximadamente 72 quadrilhão chaves possíveis. Uma das principais críticas ao DES, quando proposto em 1975, foi que o tamanho da chave era muito curto. Martin Hellman e Whitfield Diffie da Universidade de Stanford  estimaram que uma máquina rápida o suficiente para testar tantas chaves em um dia teria custado cerca de US$ 20 milhões em 1976, uma quantia acessível para agências nacionais de inteligência como Agência de Segurança Nacional dos EUA. Avanços subsequentes no preço/desempenho dos chips continuaram reduzindo esse custo até que, vinte anos depois, tornou-se acessível até mesmo para uma pequena organização sem fins lucrativos, como a EFF, montar um ataque realista.